# Šport u 1930.
◄◄ | ◄ | 1927. | 1928. | 1929. | 1930.  | 1931. | 1932. | 1933. | ► | ►►
Arhitektura • Astronomija • Biologija • Film • Fotografija • Glazba • Kazalište • Kemija • Kiparstvo • Knjige • Književnost • Kršćanstvo • Meteorologija • Medicina • Planinarstvo • Politika • Pravo • Promet • Slikarstvo • Strip • Šport • Televizija • Znanost • Zrakoplovstvo • Željeznički promet
Šport u 1930.

## Svijet

### Natjecanja

#### Svjetska natjecanja
- Od 13. do 30. srpnja – Svjetsko prvenstvo u nogometu u Urugvaju: prvak Urugvaj

### Osnivanja
- Wolfsberger AC, austrijski nogometni klub
- Girona FC, španjolski nogometni klub

## Vanjske poveznice
|  | Zajednički poslužitelj ima još gradiva o temi Šport u 1930. |